# عبد الوهاب حومد
عَبْد الْوَهَّاب حَوْمَد (1915 - شباط 2002) هو سياسي ومحامي وأكاديمي سوري.

## سيرته
ولد عبد الوهاب في حلب في عام 1915. عمل محاميًا قبل دخوله في السياسة، حاصل على درجة الدكتوراه في القانون وشهادة في العدالة الجنائية من جامعة باريس. كما درس الأدب العربي. وعند عودته الى سوريا، عمل أستاذاً في جامعة دمشق.